# Борисов (Белгородская область)
Борисов — хутор в Прохоровском районе Белгородской области. Входит в состав Призначенского сельского поселения.

## История
История хутора Борисов начинается со времен столыпинской реформы и времен НЭПа. Предки однодворцев  четвертного массива получили за службу в XVII веке индивидуальные жалованные грамоты на землю, чем отличались от жителей войскового массива заселения, прародители которых, были казаками Корочанской сотни, им была положена коллективная жалованная грамота на всю сотню, находилась в общинной или душевой форме землевладения. В ходе реформ 1838 года однодворцы перешли в разряд государственных крестьян и несколько позднее были переведены в смешанную душево-четвертную форму владения землей. К периоду Октябрьской революции они фактически общинно владели землей, за исключением тех, кто стал частным землевладельцем - кулаком. Название хутора идет именно от одного из таких однодворцев, переселившихся во вновь образованное поселение. 
Великая Отечественная война 1941-1945 годов не обошла хутор стороной. Жители самоотверженно защищали родину, а также трудились на строительстве железной дороги Старый Оскол – Ржава в 1943 году.

## География
Находится в северной части Белгородской области, в лесостепной зоне, в пределах юго-западного склона Среднерусской возвышенности, к северу от автодороги М2, на расстоянии примерно 6 километров (по прямой) к востоку-северо-востоку от Прохоровки, административного центра района. Абсолютная высота — 242 метра над уровнем моря.

### Климат
Климат характеризуется как умеренно континентальный, с относительно мягкой зимой и тёплым продолжительным летом. Среднегодовая температура воздуха — 5,4 °C. Средняя температура воздуха самого холодного месяца (января) — −9,2 °C; самого тёплого месяца (июля) — 16,4 — 24,3 °C. Безморозный период длится в среднем 155—160 дней. Годовое количество атмосферных осадков — 527—595 мм, из которых большая часть выпадает в тёплый период.

### Часовой пояс
Хутор Борисов как и вся Белгородская область, находится в часовой зоне МСК (московское время). Смещение применяемого времени относительно UTC составляет +3:00.

## Население
| 2002 | 2010 |
| ---- | ---- |
| 78   | ↘67  |

### Половой состав
По данным Всероссийской переписи населения 2010 года в гендерной структуре населения мужчины составляли 52,2 %, женщины — соответственно 47,8 %.

### Национальный состав
Согласно результатам переписи 2002 года, в национальной структуре населения русские составляли 75 %.